# 伊斯雷尔·内森·赫斯坦
伊斯雷尔·内森·赫斯坦 （英語：Israel Nathan Herstein，1923年3月28日—1988年2月9日）是一位美國數學家，1951年就任芝加哥大學教授。其研究興趣主要是非交換環。他亦在有限群、線性代數及數理經濟這些領域有所研究，發表研究論文數超過100篇，亦撰有12本書。他喜好旅遊，會說義大利語、希伯來語、波蘭語以及葡萄牙語，門下有30個博士生，於1988年因癌症去世。
賀斯汀生於一個環境不好的家庭，據他自述，在那樣的環境下，人生只有兩條路：當黑幫份子或是做大學教授。
他大學本科就讀於曼尼托巴大学（University of Manitoba），在多倫多大學讀碩士研究生，並在1948年於印第安那大學取得博士學位，導師為馬克斯·奧古斯特·佐恩。
其後他在堪薩斯大學、俄亥俄州立大學、賓夕法尼亞大學和康乃爾大學等學府任教，1960年獲古根海姆獎學金；最後於1962年加盟芝加哥大學任職。
他亦以流利的文筆著稱，尤其是他編著的大學本科代數課本Topics in Algebra，自1964年出版在代數學界流行了近20年，是一本相當有影響力的書；另一本著名教本為Noncommutative Rings。

## 註解
1. ↑  . 倫敦數學學會通訊 (倫敦數學學會). 1989, 21 (6): 594–600  [2012-04-28]. （原始内容存档于2012-07-10）.
2. ↑  賀斯汀傳記 （页面存档备份，存于）（英文）

## 外部連結
- 約翰·J·奧康納; 埃德蒙·F·羅伯遜, ,  （英语）
- 伊斯雷尔·内森·赫斯坦在數學譜系計畫的資料。